# Oczlik

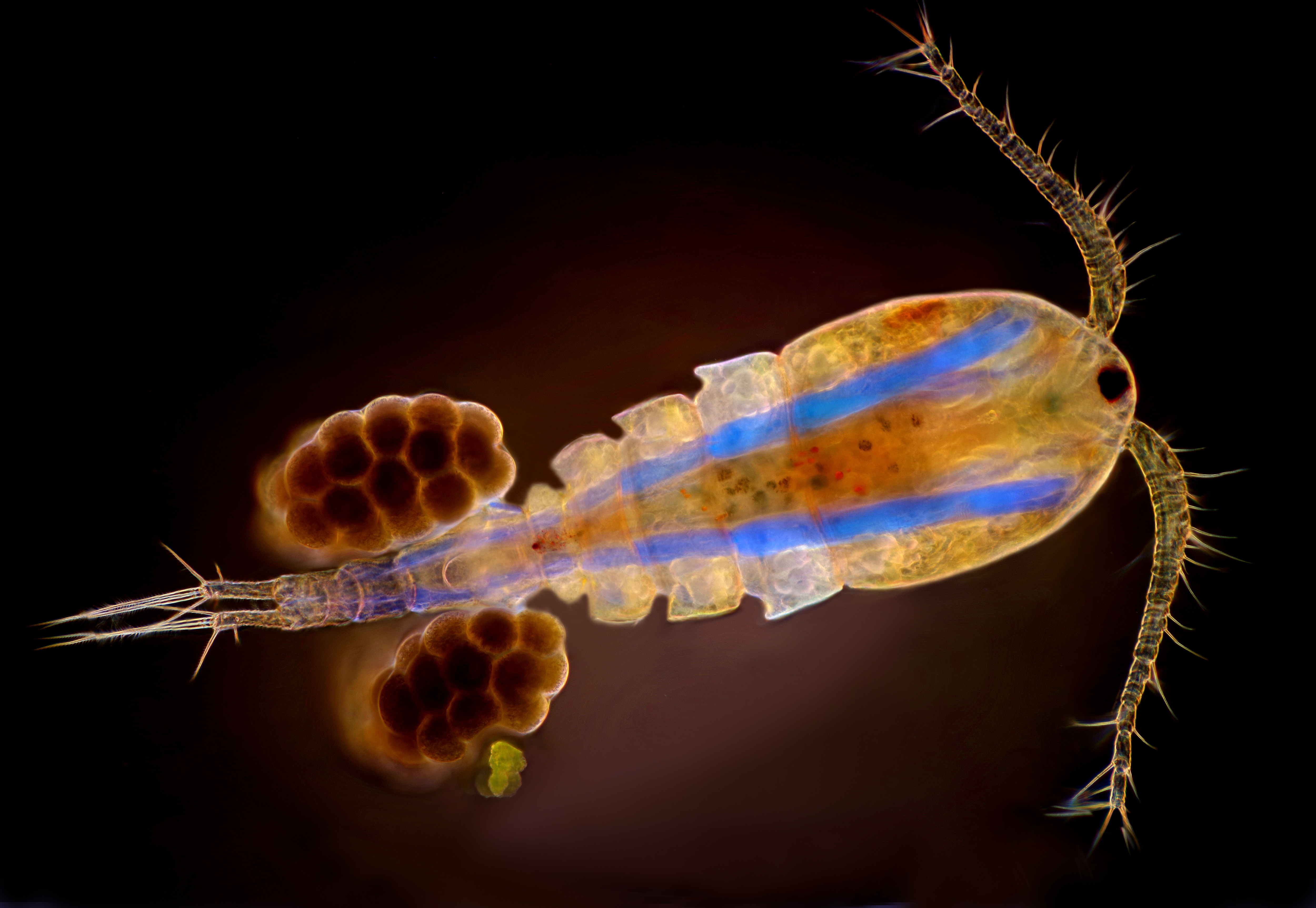
Oczlik – zdjęcie mikroskopowe. Powiększenie 50X. Technika oświetleniowa łączona – ciemne pole i polaryzacja

Oczlik (Cyclops) – rodzaj skorupiaków z rodziny Cyclopidae.
Nazwa ich pochodzi od mitycznego Cyklopa, ponieważ posiadają one jedno duże oko. Ciało długości od 0,5 do 5 mm składa się z głowotułowia i segmentowanego odwłoka. Na głowie posiada oko naupliusowe i 2 pary czułków 8-17 członowe, które są narządem ruchu. Poruszają się skokowo poprzez uderzenia czułków, nie posiadają serca. Na tułowiu występuje 5 par dwu gałęziastych odnóży zakończonych szczecinkami. Odwłok kończy się widełkami. Samice noszą dwa pakiety jaj umieszczone w symetrycznie położonych workach. Oczliki występują w dużych ilościach w planktonie, są pokarmem dla ryb (głównie narybku).
Preferują wody stojące, płycizny przy brzegach rzek, zarośnięte zbiorniki wodne, można je licznie spotkać nawet w długo niewysychających kałużach, mogą przetrwać suszę co sprzyja dużym możliwościom rozprzestrzeniania.
Większa część oczlików są to formy żyjące wolno, ale pojedyncze gatunki są półpasożytami lub pasożytami np. ergazyloza.
Żywią się resztkami roślin, mniejszymi organizmami, oraz padliną, bywa że ich pokarmem jest tkanka przyranna na ciałach większych zwierząt.
Występuje w planktonie pod samą powierzchnią wody.
W polskich wodach słodkich powszechnie występują Cyclops strenuus i Cyclops abyssorum.
W akwarystyce wykorzystywane jako pokarm dla ryb (żywe lub mrożone).

## Podział systematyczny
Do rodzaju należą następujące gatunki:

- Cyclops abnobensis Brehm, 1958
- Cyclops abyssorum Sars G.O., 1863
- Cyclops africanus Bourne, 1893
- Cyclops alpestris Daday, 1885
- Cyclops anophthalmus Joseph, 1882
- Cyclops argulus (Fabricius, 1793)
- Cyclops aurantius Fischer, 1860
- Cyclops australis King, 1855
- Cyclops bohater Kozminski, 1933
- Cyclops bohemicus Srámek-Husek, 1938
- Cyclops bracteatus (Müller O.F., 1776)
- Cyclops brasiliensis Dana, 1849
- Cyclops brevicornis Claus, 1857
- Cyclops brevipes Brady, 1910
- Cyclops caspicus Lindberg, 1942
- Cyclops cavernarum Ulrich, 1902
- Cyclops clandestinus (Kiefer, 1926)
- Cyclops coecus Pratz, 1866
- Cyclops columbianus Lindberg, 1956
- Cyclops croaticus Krmpotic, 1924
- Cyclops curticaudus Dana, 1847
- Cyclops curticornis Müller O.F., 1785
- Cyclops cyprinaceus (Shaw, 1789)
- Cyclops delphinus (Müller O.F., 1785)
- Cyclops divergens Lindberg, 1936
- Cyclops dulvertonensis Smith G.W., 1909
- Cyclops eboracensis Brady, 1902
- Cyclops ecornis Tilesius, 1819
- Cyclops franciscoloi Brian, 1951
- Cyclops furcifer Claus, 1857
- Cyclops furi Kozhova & Pavlov, 1986
- Cyclops gibbus (Philippi, 1843)
- Cyclops glacialis Brady, 1910
- Cyclops gnatho (Philippi, 1843)
- Cyclops heberti Einsle, 1996
- Cyclops hutchinsoni Kiefer, 1936
- Cyclops hypogeus Kiefer, 1930
- Cyclops insignis Claus, 1857
- Cyclops intermedius Sovinsky, 1888
- Cyclops isodactylus (Philippi, 1843)
- Cyclops jashnovi Streletskaya, 1990
- Cyclops juri Streletskaya, 1990
- Cyclops kikuchii Smirnov, 1932
- Cyclops kolensis Lilljeborg, 1901
- Cyclops kozminskii Lindberg, 1942
- Cyclops krillei Studer, 1878
- Cyclops ladakanus Kiefer, 1936
- Cyclops landei Kozminski, 1933
- Cyclops longispina Templeton, 1836
- Cyclops longistylis Brady, 1907
- Cyclops macleayi Dana, 1847
- Cyclops matritensis Velasquez, 1941
- Cyclops miles Nicolet, 1849
- Cyclops mongoliensis Einsle, 1992
- Cyclops naviculus Say, 1818
- Cyclops neglectus Sars G.O., 1909
- Cyclops neymanae Streletskaya, 1990
- Cyclops nigerianus Brady, 1910
- Cyclops nivalis Daday, 1885
- Cyclops novaezealandiae Thomson G.M., 1879
- Cyclops ochridanus Kiefer, 1932
- Cyclops ovalis Brady, 1872
- Cyclops papuanus Daday, 1901
- Cyclops pelagicus (Rose, 1929)
- Cyclops phaleroides Labbé, 1927
- Cyclops plumosus (Philippi, 1843)
- Cyclops poggenpolii Sovinsky, 1888
- Cyclops potamius Burckhardt, 1913
- Cyclops pubescens Dana, 1847
- Cyclops purpureus (Philippi, 1843)
- Cyclops pusillus Brady, 1904
- Cyclops puteanus Frey, 1869
- Cyclops quinquepartitus Marsh, 1913
- Cyclops restrictus Lindberg, 1948
- Cyclops ricae Monchenko, 1977
- Cyclops richardi Lindberg, 1942
- Cyclops rostratus (Philippi, 1843)
- Cyclops roumaniae Cosmovici, 1900
- Cyclops salmoneus (Fabricius J.C., 1792)
- Cyclops saltatonius (Müller O.F., 1776)
- Cyclops sanguineus (Philippi, 1843)
- Cyclops sarsi Uljanin, 1875
- Cyclops scandinavicus Lindberg, 1957
- Cyclops scutifer Sars G.O., 1863
- Cyclops serrulatoides Labbé, 1927
- Cyclops setiger Frey, 1869
- Cyclops shatalovi Streletskaya, 1990
- Cyclops sibiricus Lindberg, 1950
- Cyclops silesicus Schäfer, 1934
- Cyclops similis Templeton, 1836
- Cyclops simillimus Brady, 1907
- Cyclops smirnovi Rylov, 1948
- Cyclops soli Kokubo, 1912
- Cyclops stagnalis Einsle, 1996
- Cyclops staphylinus Desmarest, 1825
- Cyclops strenuus Fischer, 1851
- Cyclops subtropicus Lindberg, 1937
- Cyclops sylvestrii Brian, 1927
- Cyclops taipehensis Harada, 1930
- Cyclops tenuipes (Philippi, 1843)
- Cyclops tenuissimus Herrick, 1883
- Cyclops teres Wilson C.B., 1924
- Cyclops transilvanicus Daday, 1885
- Cyclops trisetosus Herbst, 1957
- Cyclops varius Lilljeborg, 1901
- Cyclops vicinus Uljanin, 1875
- Cyclops vinceus Shmankevich, 1875
- Cyclops viridis (Jurine, 1820)
- Cyclops vitiensis Dana, 1847
- Cyclops vulgaris Koch, 1838
- Cyclops wigrensis Streletskaya, 1988

Wiele z opisanych gatunków nie jest obecnie uznawanych, są to m.in.:
- Cyclops cabanensis Russki, 1889
- Cyclops caeruleus Müller O.F., 1776
- Cyclops denticulatus Nicolet, 1849
- Cyclops ewarti Brady, 1888
- Cyclops helleri Brady, 1878
- Cyclops kaufmanni Ulyanin, 1875
- Cyclops laticauda Templeton, 1836
- Cyclops laurenticus Lindberg, 1956
- Cyclops learii Ulrich, 1902
- Cyclops ornatus Poggenpol, 1874
- Cyclops productus (Müller O.F., 1785)